# Robert Harwood
 (janvier 2014).
Si vous disposez d'ouvrages ou d'articles de référence ou si vous connaissez des sites web de qualité traitant du thème abordé ici, merci de compléter l'article en donnant les références utiles à sa vérifiabilité et en les liant à la section « Notes et références ».
Pour l’article homonyme, voir Harwood.
Robert Harwood, né le 27 octobre 1826 et mort le 29 juin 1897, était un agriculteur et homme politique québécois.

## Biographie
Né à Montréal, Robert Harwood étudie au Collège Saint-Sulpice. Il est capitaine de la milice locale et sert aussi comme administrateur du comté de Vaudreuil. En 1871, il tente de devenir député du Parti libéral du Québec dans la circonscription électorale de Vaudreuil, mais est défait par le conservateur Émery Lalonde (père).
Il est élu député du Parti libéral-conservateur dans la circonscription fédérale de Vaudreuil en 1872. Il est réélu en 1874. Il est défait par le conservateur Jean-Baptiste Mongenais en 1878.
Son frère, Henry Stanislas Harwood, a également été député fédéral de Vaudreuil dans les années 1890 et 1900.